# PROBA-3

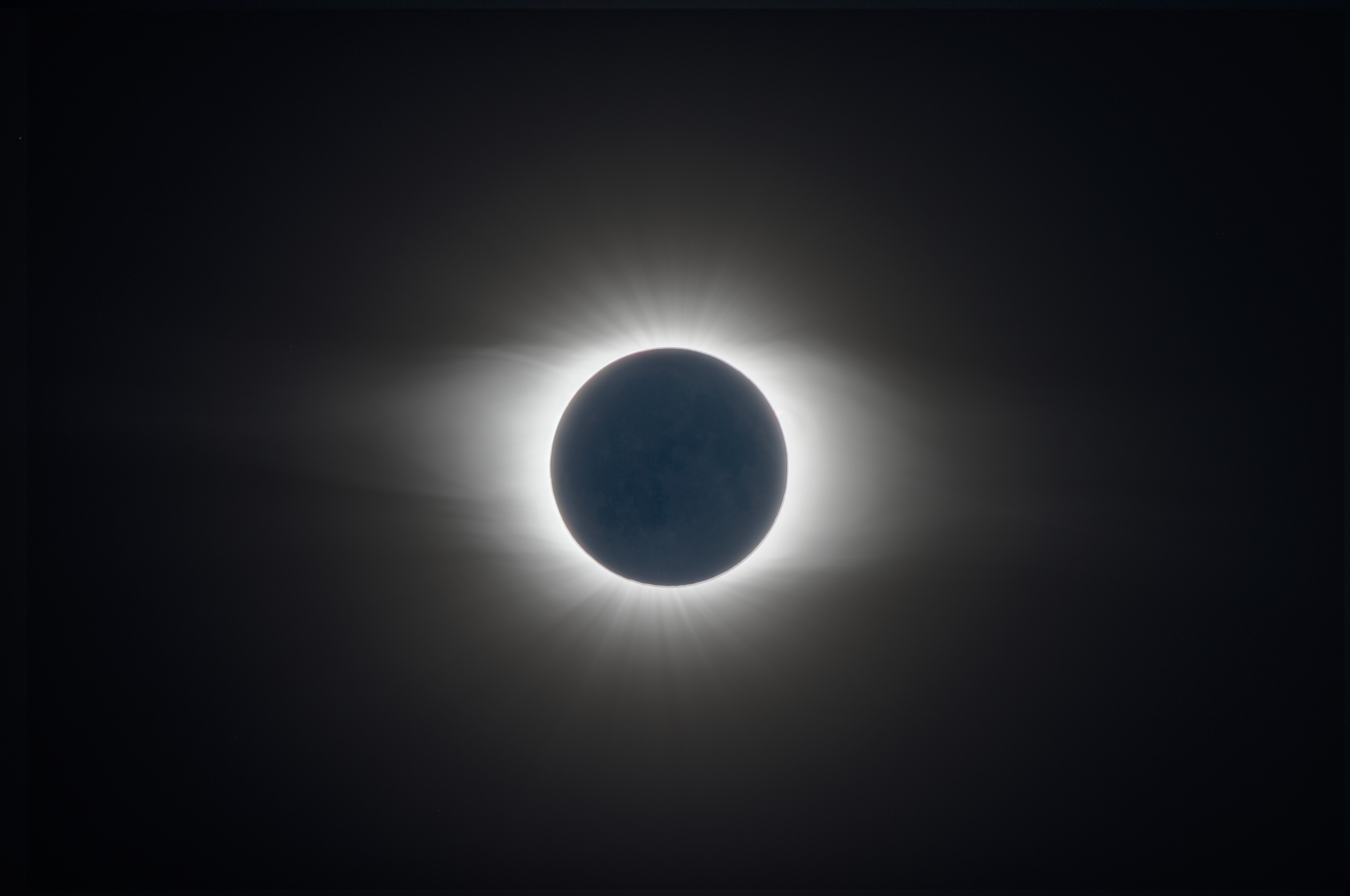
Un'eclissi totale di Sole. PROBA 3 riprodurrà artificialmente questo fenomeno.

PROBA-3 è la quarta missione del programma PROBA (dopo PROBA-V).

## Obiettivi
Il programma PROBA ha come scopo la realizzazione di satelliti innovativi, di piccole dimensioni e poco costosi su cui testare nuove tecnologie.
La missione PROBA-3, in particolare, sarà composta da una coppia di satelliti: il Coronagraph Spacecraft (CSC) di  340 kg e l'Occulter Spacecraft (OSC) di 200 kg. Scopo principale della missione sarà validare in orbita le tecnologie necessarie per il volo autonomo in formazione stretta dei satelliti; a tale scopo ciascun satellite dovrà stabilizzarsi autonomamente su tre assi indipendenti e volare a 150±0,001 m l'uno dall'altro allo scopo di creare un'eclissi artificiale tramite il corpo del OSC e permettere così le osservazioni della corona solare, obiettivo secondario della missione.

## Tecnica
I due satelliti manterranno un'orbita altamente ellittica attorno alla Terra, con un apogeo a 60500 km di altitudine.. Lungo l'arco dell'apogeo, quando il gradiente gravitazionale è significativamente più piccolo, i due satelliti acquisiranno autonomamente una formazione di volo, tale che il CSC rimanga in una posizione fissa nell'ombra proiettata dall'OSC. Il CSC ospita un coronografo che potrà quindi osservare la corona solare senza essere abbagliato dall'intensa luce diretta della fotosfera.
Dato il diametro del disco dell'occultore sull'OSC e le zone di osservazione della Corona previste, il CSC deve trovarsi a circa 150 metri dall'OSC e mantenere questa posizione con precisione millimetrica sia in termini di distanza che di orientamento. L'obiettivo scientifico è osservare la Corona fino a circa 1,1 raggi solari nella gamma di lunghezze d'onda visibili. Oltre al volo in formazione per la coronografia, verranno tentate alcune manovre dimostrative di volo in formazione (manovre di retargeting e ridimensionamento) durante la fase apogeo dell'orbita, nonché un esperimento di rendezvous spaziale.
L'acquisizione e il controllo della formazione avviene autonomamente grazie ad un set di apparecchiature e attuatori metrologici. L'apparecchiatura metrologica comprende un sistema basato su laser che fornisce una stima della posizione relativa ad alta precisione, un sensore visivo con un campo visivo più ampio, ma una precisione più grossolana e un sensore di posizione dell'ombra che fornisce la massima precisione quando il CSC si trova in prossimità della posizione target nel cono d'ombra. Dopo l'arco apogeo, la formazione viene interrotta da manovre impulsive eseguite da entrambi i satelliti in modo da posizionarsi su una traiettoria relativa che assicuri passivamente nessun rischio di collisione durante il passaggio perigeo, quando l'altitudine scende a 600 km. Lungo la fase perigeo dell'orbita, i due satelliti acquisiscono per alcune ore dati GNSS per ricavare una stima precisa della posizione relativa e della velocità, fino alla riacquisizione della metrologia prima del successivo arco apogeo. Il CSC e l'OSC si scambiano i dati e i comandi dei sensori, per coordinare le loro attività e manovre, attraverso un collegamento inter-satellitare basato su RF.

## Lancio
Il lancio è previsto per il 2024. con un Polar Solar Veichle dell ISRO.